# Sonnenklar.TV
Sonnenklar.TV (Eigenschreibweise: sonnenklar.TV) ist ein deutscher Privatsender mit Sitz in München. Das Programm besteht zum Großteil aus Verkaufssendungen für Urlaubsreisen. Produziert wird Sonnenklar.TV von der EUVIA Travel GmbH. Im Geschäftsjahr 2017/18 wurden 269 Mio. Euro erwirtschaftet.

## Geschichte

### Geschichte des Senders
Seinen Ursprung hat der Urlaubssender in der Sendung Urlaubsreif, die erstmals 2001 auf tm3 lief. Noch im selben Jahr erfolgte die Umbenennung des Formats in "sonnenklar".
Der 1. März 2003 war der erste Sendetag des mittlerweile eigenständigen Senders "sonnenklar.TV" mit Sitz in Ludwigsburg. Die Etablierung als führender Reiseshopping-Kanal in Deutschland, Österreich und der Schweiz gelang schnell.

### Geschichte des Unternehmens
Zuerst war der Sender Teil der Euvia Media AG, zu der auch der Sender 9Live gehörte. Nachdem die ProSiebenSat.1 Media AG die Euvia Media AG und damit auch sonnenklar.TV übernahm, gehörte der Reisesender ab Dezember 2007 zum Portfolio der FTI Touristik Group in München. Im Jahr 2010 folgte die Umzug von sonnenklar.TV von Ludwigsburg nach München. Ab November 2016 war der Sender zu 100 % im Besitz des ägyptischen Milliardärs Samih Sawiris. 2018 ging er zu 100 % in den Besitz der Raiffeisen Touristik Group GmbH über, zu der er bis heute gehört.

## Persönlichkeiten
Regelmäßig moderieren  Michael „Goofy“ Förster, Cheré-Alice Zimmermann, Kai Pätzmann, Mary Amiri, Sandra Winter, Stephanie Frohmann, Ulf-Dieter Kunstmann und Björn Stack. Hinzugekommen sind in jüngerer Vergangenheit Jan Kunath, Mark Rasch und Sarah Walzel.
Neben den Moderatoren gibt es weitere Persönlichkeiten und Testimonials, die das Programm mit Gastauftritten und Reiseberichten ergänzen, darunter regelmäßig der aus Der Preis ist heiß bekannte Moderator Harry Wijnvoord.

## Touristik- und Medienpreis Goldene Sonne

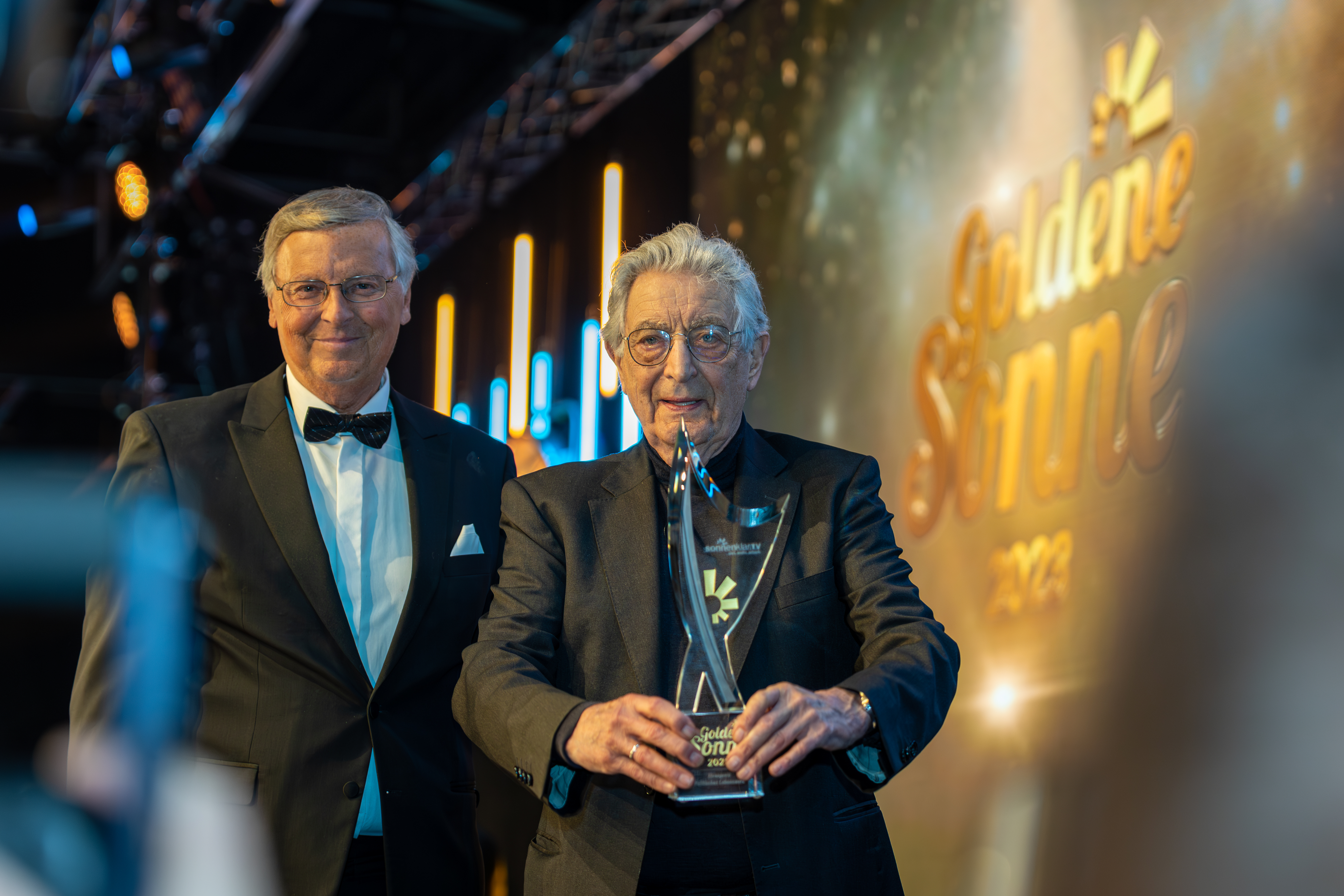
Gerhart Baum mit der Goldenen Sonne 2023 in der Kategorie Politisches Lebenswerk

Der Touristik- und Medienpreis Goldene Sonne wird von Sonnenklar.TV seit 2007 verliehen, bis 2011 auf der Internationalen Tourismusbörse (ITB) in Berlin, danach im Rahmen einer eigenen Gala.
Die künstlerische Leitung der Veranstaltung übernahm seit 2018 der ehemalige Wetten, dass...-Produzent Holm Dressler.